# Ramzová

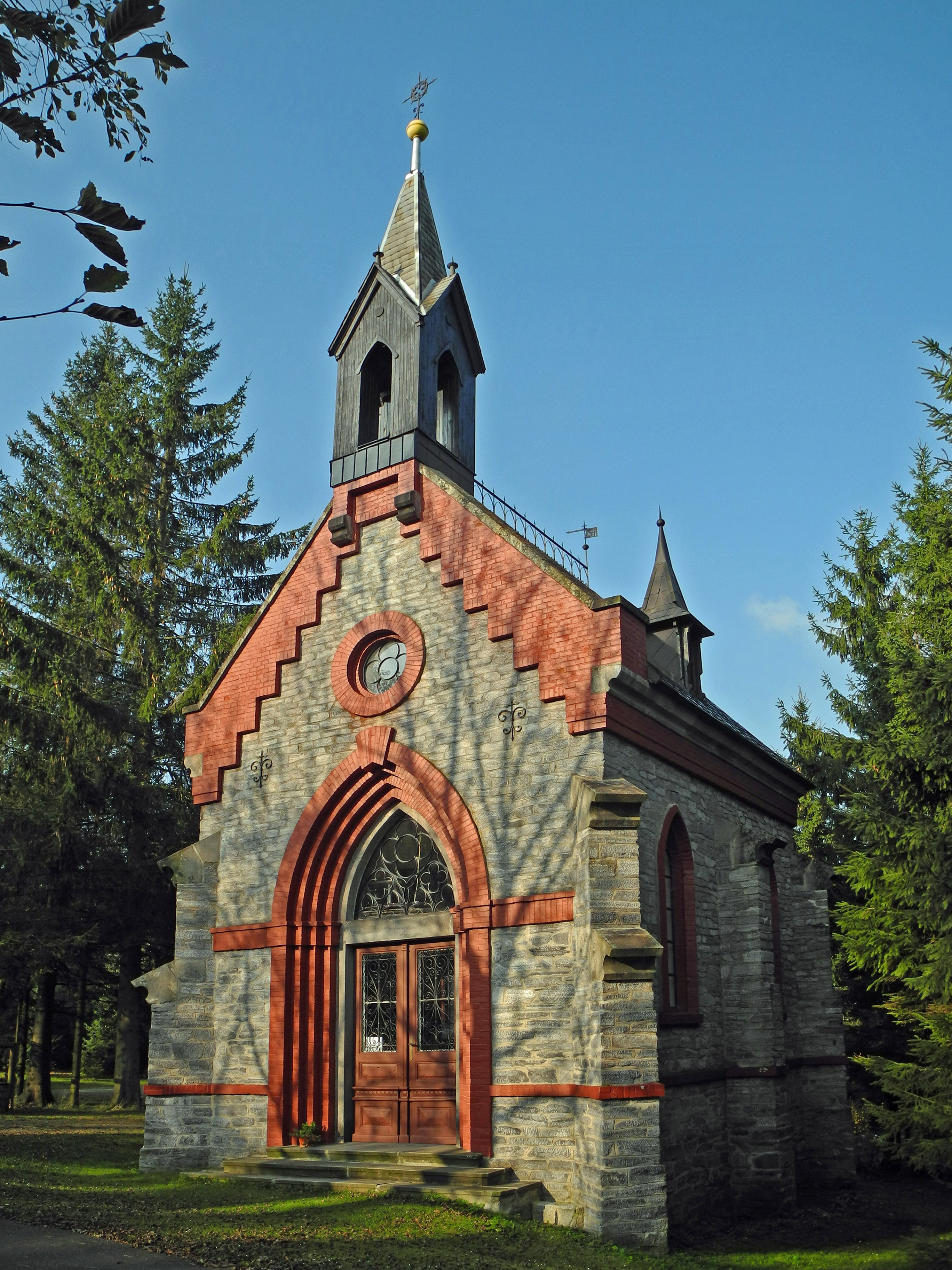
Rochuskapelle

Ramzová (deutsch Ramsau) ist ein Ortsteil der Gemeinde Ostružná  im Okres Jeseník in Tschechien. Er liegt elf Kilometer südwestlich von Jeseník und gehört zu den Zentren des Wintersports im Altvatergebirge.

## Geographie
Ramzová befindet sich linksseitig über dem Tal der Branná auf dem Ramsauer Pass zwischen dem Bielengebirge, Reichensteiner Gebirge und Altvatergebirge. Nordöstlich erheben sich die Obří skály (Riesenfelsen, 1081 m). Im Osten liegen der Šerák (Hochschar, 1350 m), Keprník (Glaseberg, 1422 m) und die Černava (Schwarzkoppe, 1102 m). Nordwestlich befinden sich die Travná hora (Wiesenberg, 1124 m) und der Smrk (Fichtlich, 1125 m).
Nachbarorte sind Bielice, Polka, Vápenná und Horní Lipová im Norden, Lipová-lázně, Jeseník und Bukovice im Nordosten, Adolfovice, Dolní Domašov, Filipovice, Drátovna und Bělá pod Pradědem im Osten, Kouty nad Desnou, Rejhotice und Přemyslov  im Südosten, Ostružná im Süden sowie Adamov  und Petříkov im Westen.

## Geschichte
Während der Herrschaft des Kaisers Josef II begann die Erschließung der Regionen Schlesiens, die nach den Kriegen um Schlesien Österreich-Ungarn übrigblieb. Diese Aufgabe erhielt auch der kaiserliche Verwalter Rams, der mit Unterstützung des Fürstbischofs von Breslau mit der Aufbau neuer Dörfer begann. 1786 wurde die Gemeinde zwischen Oberlindewiese (Horní Lipová) und Spornhau (Ostružná) angelegt, die nach ihrem Gründer Ramsau durch Zusammenlegung des Namens Rams und der Bezeichnung Aue benannt wurde. Die Siedler wurden von der Herrschaft von Frondiensten befreit.
Das größte Problem hatten die Siedler mit der Wasserversorgung. Durch das Dorf floss kein Bach und auch bei Brunnenbohrungen stießen sie auf kein Wasser. Sie legten daher einen Kanal vom Medvědí Příkop durch den Wald zu den Häusern. Die Wasserversorgung wurde vor dem Zweiten Weltkrieg installiert.
Obwohl Ramsau in einer geographisch ungünstigen Lage aufgebaut wurde, kam es Anfang des 19. Jahrhunderts zum weiteren Wachstum. 1836 sind 32 Häuser mit 173 Einwohnern genannt, die sich vor allem der Land- und Forstwirtschaft widmeten sowie eine Bleiche betrieben. Bis zur Gründung der Tschechoslowakei blieb die Anzahl der Einwohner stabil. Nach Angaben der Einwohnerzählung vom 1921 lebten hier auch einige tschechische Siedler.
Aufgrund der Verordnung zur Schulpflicht unter der Herrschaft von Maria Theresia wurde 1811 im Haus Nr. 21 eine einklassige Schule eingerichtet. 1828 besuchten diese 30 Kinder. Das neue Schulgebäude wurde 1890 erstellt.
1883 bis 1888 wurde die Eisenbahn zwischen Hannsdorf und Ziegenhals erbaut. Diese führt auch über den Ramzovské Sedlo (Ramsauer Sattel; 765 m n.m.). Sie wurde deshalb auch als Schlesische Semmeringbahn bezeichnet und schloss damit Ramsau an das Schienennetz an.
Von 1850 bis 1960 war Ramzová ein Ortsteil von Horní Lipová (Oberlindewiese) und wurde dann an Lipová-lázně angeschlossen und 1976 nach Branná umgemeindet. Seit 1990 ist Ramzová ein Ortsteil der Gemeinde Ostružná und kam 1996 zum Okres Jeseník. Auf den Šerák wurde von Ramzová aus eine Seilbahn errichtet. 1991 hatte der Ort 10 Einwohner. Im Jahre 2001 bestand das Dorf aus fünf Wohnhäusern, in denen elf Menschen lebten.

## Ortsgliederung
Der Ortsteil Ramzová ist Teil des Katastralbezirkes Ramzová.

## Sehenswürdigkeiten
Die einzige bauliche Sehenswürdigkeit ist die Rochuskapelle, 1897 im neugotischen Stil erbaut. Sie wurde als Gedenkstätte an eine Epidemie dem hl. Rochus gewidmet. Im Innern befindet sich ein Altar mit dem Bild des Heiligen und Statuen Herz Jesu und Maria mit Kind.